# Banque centrale du Venezuela
Pour les articles homonymes, voir BCV.
La Banque centrale du Venezuela (en espagnol : Banco Central de Venezuela, abrégée BCV) est la banque centrale du Venezuela.
Elle maintient un régime de change fixe pour le bolivar souverain qui a remplacé le bolivar fort le 20 août 2018.
Calixto Ortega Sánchez, président de la BCV, représente le Venezuela au Fonds monétaire international (FMI).

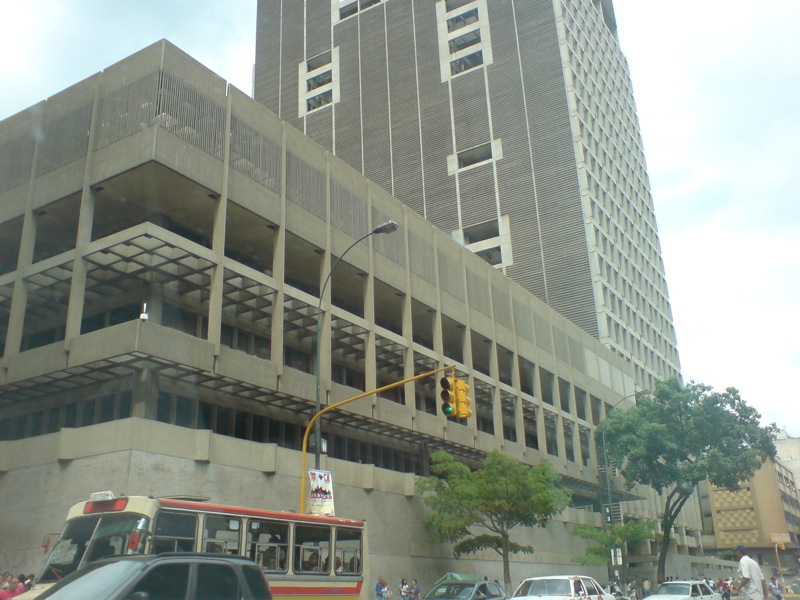
Bâtiment de la BCV.

## Présidents de la Banque centrale du Venezuela
| Président               | Début | Fin  |
| ----------------------- | ----- | ---- |
| Jesús Herrera Mendoza   | 1940  | 1948 |
| Carlos Mendoza Goiticoa | 1948  | 1953 |
| Aurelio Arreaza Arreaza | 1953  | 1958 |
| Alfonso Espinosa        | 1958  | 1960 |
| Alfredo Machado Gómez   | 1961  | 1968 |
| Benito Raúl Losada      | 1968  | 1971 |
| Alfredo Lafée           | 1971  | 1976 |
| Benito Raúl Losada      | 1976  | 1979 |
| Carlos Rafael Silva     | 1979  | 1981 |
| Leopoldo Díaz Bruzual   | 1981  | 1984 |
| Benito Raúl Losada      | 1984  | 1986 |
| Hernán Anzola Jiménez   | 1986  | 1987 |
| Mauricio García Araujo  | 1987  | 1989 |
| Pedro Tinoco            | 1989  | 1992 |
| Miguel Rodríguez Fandeo | 1992  | 1992 |
| Ruth de Krivoy          | 1992  | 1994 |
| Antonio Casas González  | 1994  | 1999 |
| Diego Luis Castellanos  | 2000  | 2005 |
| Gastón Parra Luzardo    | 2005  | 2009 |
| Nelson Merentes         | 2009  | 2013 |
| Edmée Betancourt        | 2013  | 2013 |
| Eudomar Tovar           | 2013  | 2014 |
| Nelson Merentes         | 2014  | 2017 |
| Ricardo Sanguino        | 2017  | 2017 |
| Ramón Lobo              | 2017  | 2018 |
| Calixto Ortega Sánchez  | 2018  |      |